# Latveria
La Latveria è uno stato immaginario nell'universo dei fumetti Marvel Comics. Si trova tra le nazioni reali dell'Ungheria, della Serbia, e della Romania. Confina anche con l'immaginaria Symkaria, patria di Silver Sable. Circondata dai Carpazi a nord e dalla catena di Malhela a sud, Latveria è rimasta protetta dai conflitti dei paesi confinanti.

## Aspetti salienti
Il suo attuale monarca, Victor von Doom, più noto come Dottor Destino, ha tenuto la sua nazione protetta dagli affari internazionali e dai cali economici. Sebbene sia stato detronizzato numerose volte, von Doom è riuscito inevitabilmente a tornare al trono della sua nazione e a riportarla alla prosperità economica in pochi mesi.
La popolazione consiste di ceppi europei misti e di rom, al cui benessere von Doom è particolarmente interessato. La Latveria proclama con forza la libertà dei rom dall'antiziganismo da cui sono oppressi negli altri Paesi.
Grazie all'avanzamento tecnologico molto superiore a quello delle altre nazioni, la Latveria è riuscita a preservarsi dall'inquinamento industriale. A causa delle molte armi e delle forze agli ordini di von Doom ed alla sua sola presenza in Latveria, il Paese è considerato una superpotenza mondiale. Malgrado (o forse proprio per merito di) l'assoluta assenza di supereroi, la Latveria vanta un ineguagliabile grado di sicurezza. La polizia nazionale è assicurata da sentinelle robot progettate e costruite da von Doom stesso.
A causa della costante attività di von Doom che lo allontana dalla Latveria, il monarca è spesso assente. Dopo la discesa di von Doom all'Inferno, la Latveria è diventata obiettivo di conquista da parte delle nazioni confinanti, costringendo Reed Richards a prendere la situazione in mano per appropriarsi del controllo del paese, tentando di liberare la popolazione dal giogo di von Doom ed allo stesso tempo cercando di smantellare tutto il suo arsenale tecnologico per fare in modo che un suo eventuale ritorno fosse un "ritorno al nulla". Nel fare ciò, Richards trasportò von Doom dall'Inferno in una dimensione alternativa di suo progetto e, sebbene von Doom usasse le proprie capacità di scambio di coscienza per fuggire, la morte del suo corpo sembrò causare anche la sua fine e i Fantastici Quattro si ritirarono dal paese.
Dopo la partenza dei Fantastici Quattro, gli Stati Uniti tentarono di riempire il vuoto lasciato da von Doom instaurando nella nazione una democrazia. La Contessa Lucia von Bardas fu eletta Primo ministro. Comunque, quando si scoprì che la von Bardas impiegava Riparatore per usare la tecnologia di von Doom per armare vari criminali tecnologici in America, il comandante dello S.H.I.E.L.D. Nick Fury prese l'iniziativa. Durante la Guerra segreta Fury ed altri supereroi invasero la Latveria senza il permesso del governo degli USA e tentarono di assassinare la von Bardas. Sebbene si fosse salvata, rimase orribilmente sfigurata e cercò di distruggere Fury ed i supereroi responsabili. Fu uccisa dall'agente dello S.H.I.E.L.D Daisy Johnson mentre tentava di far saltare New York con gli armamenti dei vari criminali al suo servizio.
Durante Vendicatori Divisi, Iron Man alluse al fatto che diversi dittatori avrebbero potuto tentare di governare la Latveria in assenza di von Doom o che, durante una delle sue famose sparizioni, qualcun altro avrebbe potuto prendere il sopravvento prima del ritorno di von Doom. Recentemente von Doom è tornato dall'Inferno ed ha riassunto le redini di Latveria. Lui sta comunque tenendo segreto il suo ritorno e governa attraverso un Primo ministro fantoccio. Von Doom usa anche versioni robotiche di sé stesso per mantenere la pace durante le proprie assenze.

## Dati principali

Bandiera di Latveria

- Capitale: Doomstadt, situata appena a nord del fiume Kline. Il centro amministrativo è il Castello Doom.
- Popolazione: 500.000 (questa è un'approssimazione dato che il governo della Latveria non ha consentito un censimento pubblico da almeno vent'anni).
- Tipo di governo: Monarchia assoluta (Victor von Doom preferisce chiamarlo "monarchia forzata").
- Lingue: tedesco, ungherese, latveriano (dialetto locale derivato dall'ungherese), romeno, albanese, esperanto.
- Gruppi etnici: europeo misto, rom.
- Centri principali: nessuno.
- Valuta: franco Latveriano.
- Festività pubbliche: Giorno del Destino (si noti che il Giorno del Destino è una festività che non è legata ad una data fissa, ma si celebra quando von Doom la dichiara), Natale, Capodanno, Festa della Riconciliazione (anniversario della morte della madre di Von Doom).
- Aeroporti: l'unico aeroporto del paese, Doomsport, si trova alla periferia meridionale di Doomstadt. Consiste di due piste ed un moderno terminal, ma i voli in arrivo ed in partenza sono alquanto limitati.

## Versione Ultimate
In Ultimate Fantastic Four è una località europea sconosciuta che Doom ha reso in sei mesi la nona nazione più ricca del mondo.

## Altri media

### Videogiochi
La Latveria è citata molto brevemente nel videogioco Spider-Man 2 quando J. Jonah Jameson dice che un diplomatico latveriano sta atterrando con un elicottero all'edificio delle Nazioni Unite, sebbene le circostanze impediscano al giocatore di vedere tale diplomatico.
Nel videogioco Ultimate Spider-Man il Coleottero è una spia latveriana.
In Marvel: La Grande Alleanza Latveria è la dimora del Dottor Destino e del suo gruppo i Signori del male ed è l'ultimo scenario del gioco.

### Cinema
Nel film I Fantastici Quattro, Latveria è il nome che compare sulla nave da carico che trasporta il corpo del Dottor Destino. In una scena del film ambientata nei parcheggi della Von Doom Corporation, il nuovo amministratore delegato prima di venire ucciso con un fulmine da Victor Von Doom gli dice: "In fondo puoi sempre tornartene a Latveria, 'Vita Nuova'. È quello il tuo posto, il vecchio paese". Sempre nello stesso film si scopre che la maschera del dottor Destino è stata regalata a Victor Von Doom dai Latveriani, in segno di gratitudine.

### Animazione
- Latveria è un'ambientazione ricorrente nella serie animata de L'Uomo Ragno del 1982. Vari episodi che vedono il Dottor Destino come antagonista sono connessi dalla sottotrama con protagonista un giovane ribelle latveriano.